# Morne Diablotins
De Morne Diablotins is een stratovulkaan en het hoogste vulkaan op de eilandstaat Dominica. Het is het op één na hoogste punt van de Kleine Antillen, na de Grande Soufrière in Guadeloupe.
Morne Diablotins ligt in het binnenland van het noordelijke deel van het eiland, zo'n 23 kilometer ten noorden van de hoofdstad Roseau en zo'n 9 kilometer ten zuidoosten van Portsmouth, de tweede grootste nederzetting van het eiland. De bergtop ligt in het Nationaal park Morne Diablotin. De vulkanische berg barstte ongeveer 30.000 jaar geleden voor het laatst uit.